# Bormio
Bormio (Lombardisch Bórm; veraltete deutsche Bezeichnung: Worms im Veltlin, rätoromanisch Buormⓘ) ist eine italienische Gemeinde (comune) in der Provinz Sondrio (Region Lombardei).

## Lage und Einwohner
„An der Spitze das Valtellina-Tal und der Berg von Bormio. Schrecklich, immer voller Schnee. Hier entsteht das Hermelin. In Bormio befinden sich die Bäder. Das Valtellina, wie gesagt, ist ein Tal, umgeben von hohen, schrecklichen Bergen. Es produziert sehr kräftige Weine und so viel Vieh, dass die Einheimischen sagen, dort entstünde mehr Milch als Wein. Dies ist das Tal, durch das der Adda fließt, der über 40 Meilen durch das Land der Deutschen zieht.“

Bormio liegt rund 200 km nordöstlich von Mailand und 65 km von der Provinzhauptstadt Sondrio entfernt. Sie ist der Hauptort des oberen Veltlins und hat 3939 Einwohner (Stand 31. Dezember 2023). Er befindet sich auf 1225 m s.l.m. am Oberlauf des Adda und bedeckt eine Fläche von 41 km². Der Ort liegt in einem Talkessel, in dem von Nordwesten das Valdidentro, von Norden das Valle del Braulio, von Osten das Valfurva und von Süden das Valdisotto zusammenlaufen.  
Die Nachbargemeinden sind Valfurva, Valdisotto, Valdidentro, Stilfs und Val Müstair (CH-GR).
Bemerkenswert ist auch der Monte Braulio, zitiert in den Historiae (Tacitus) als Alpenpass in der Römerzeit.

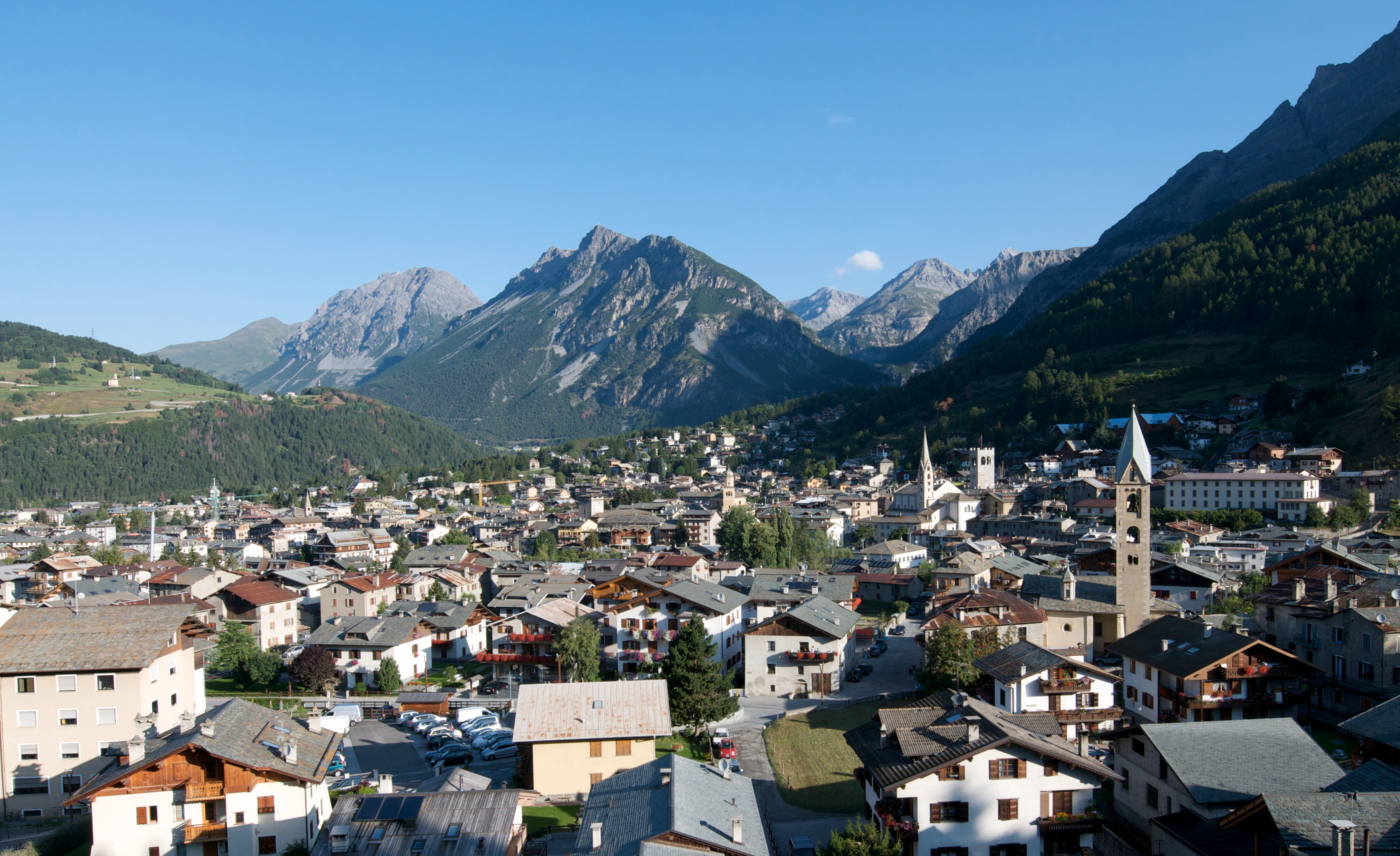
Ortskern von Bormio

## Geschichte

Ortsteilansicht von Bormio, 1909

Die Grafschaft Bormio, an deren Spitze die Bündner einen Podestà mit zweijähriger Amtsdauer stellten, war in gerichtlicher, legislativer und administrativer Hinsicht anders organisiert als der untere Teil des Veltlins: Bormio genoss mehr Freiheiten und litt weniger unter der Verwaltung der Bündner. Seine Schwefelthermen (schon von Plinius dem Jüngeren und Cassiodor erwähnt) und die Frühlingsbadefahrten nach Bormio haben im 16. und 17. Jahrhundert in der Schweiz großen Anklang gefunden. Während der Bündner Wirren litt es stark unter den militärischen Operationen, da die Wiedereroberungsversuche der Bündner meist mit einem Angriff auf Bormio begannen (Zug der Berner und Zürcher 1620, Wormserzug 1621, Eroberung des Veltlins durch Henri II. de Rohan 1635).

## Verkehrsanbindung
Zu erreichen ist Bormio aus dem Trentino über den Tonalepass und Gaviapass, vom Comer See durch das Veltlin sowie von Livigno über den Foscagno-Pass. Diese Routen sind ganzjährig befahrbar. Im Sommer ist Bormio auch vom schweizerischen Münstertal aus über den Umbrailpass und vom Vinschgau in Südtirol aus über das Stilfser Joch erreichbar.

## Wirtschaft
International bekannt ist Bormio als Wintersportort und als Thermalzentrum Bagni di Bormio. 1985 und 2005 fanden hier die Alpinen Skiweltmeisterschaften statt, jährlich gastiert auf der Pista Stelvio der Alpine Skiweltcup. Insgesamt gibt es 50 km präparierte Skipisten mit 16 Ski-Liften. Die längste Abfahrt ist 6 km lang.

## Abbildungen

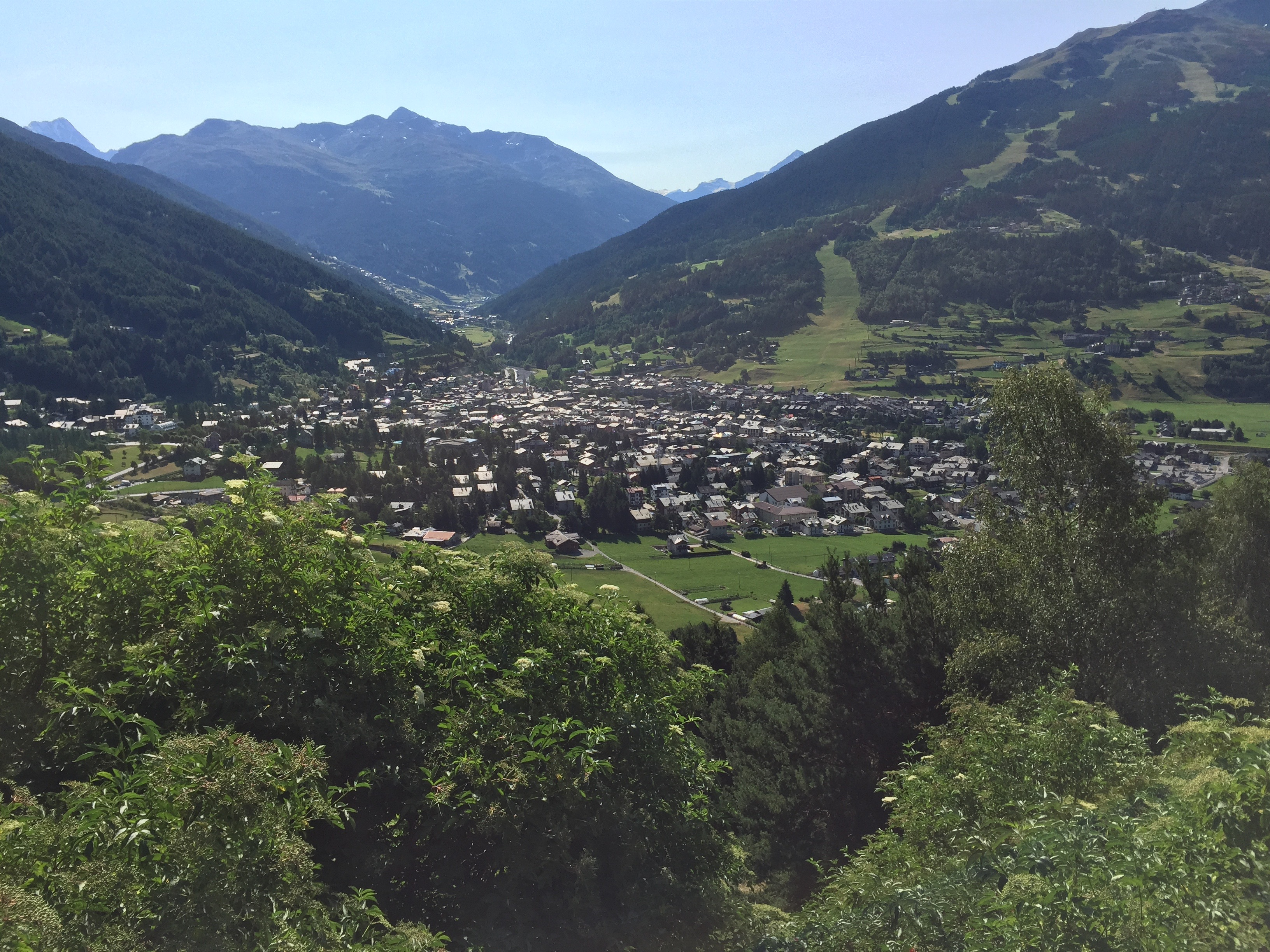
Ansicht Richtung Osten
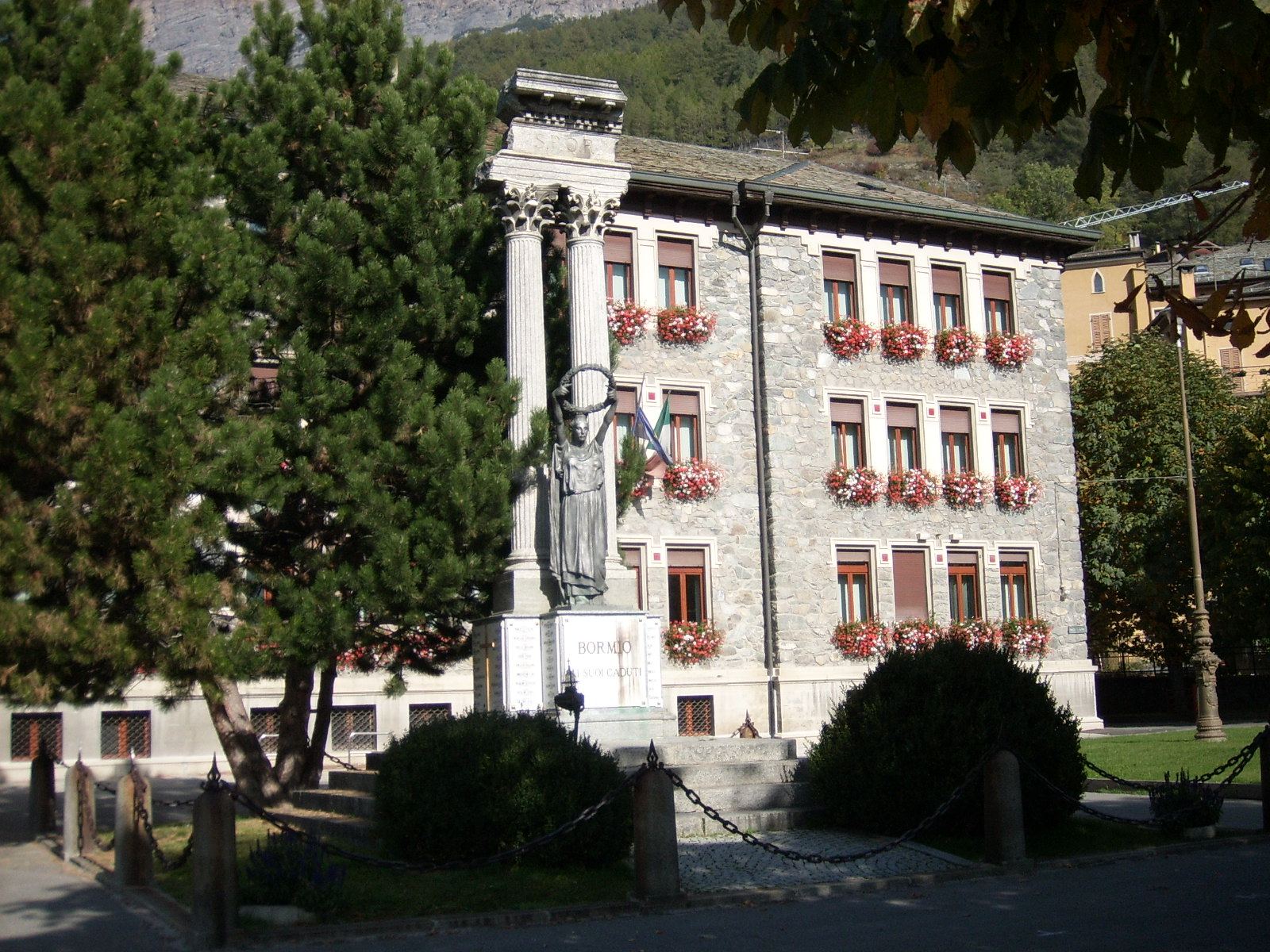
Stadthaus und Gefallenendenkmal
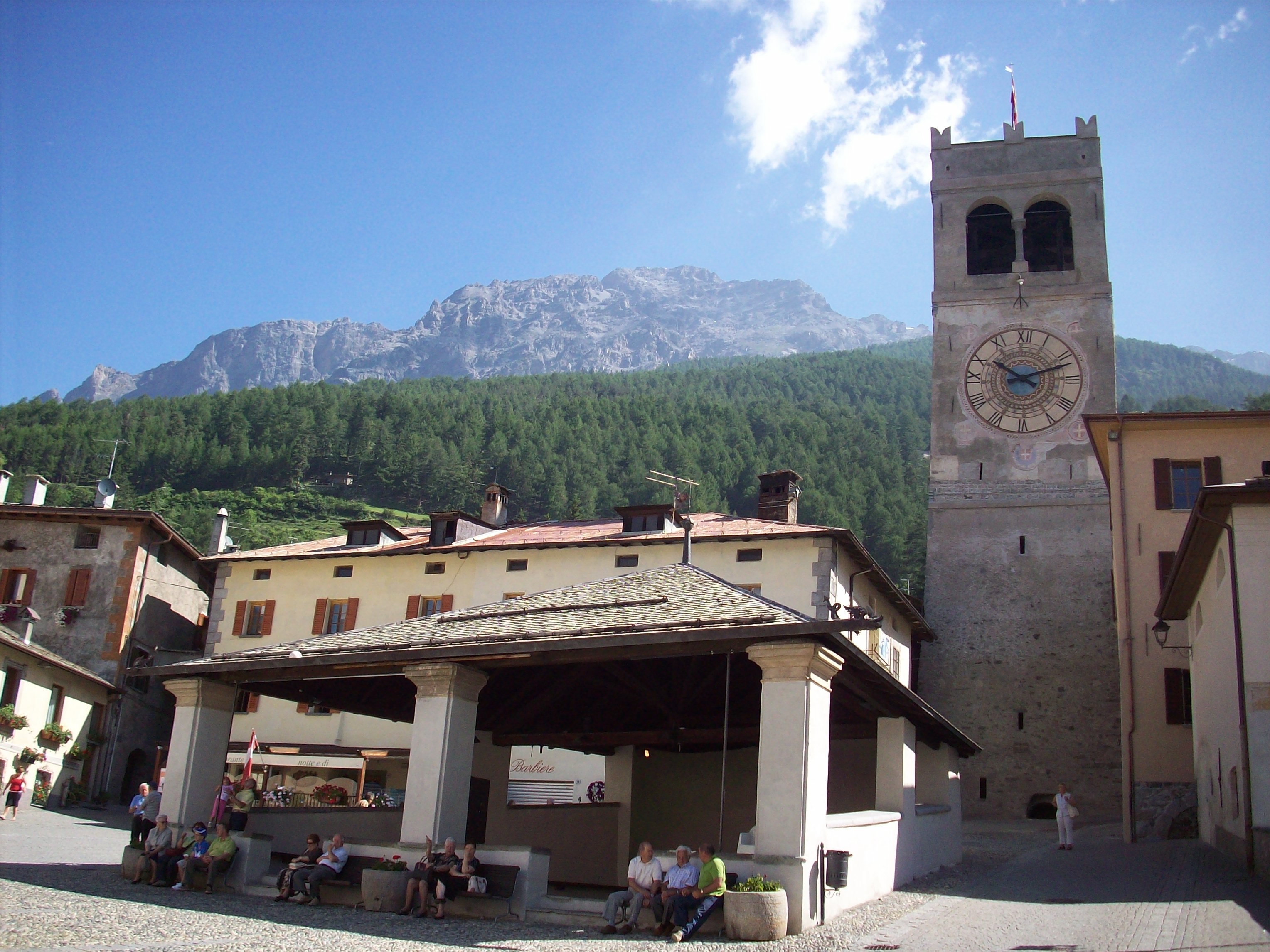
Piazza Cavour, „Kuerc“ und Bajona-Turm
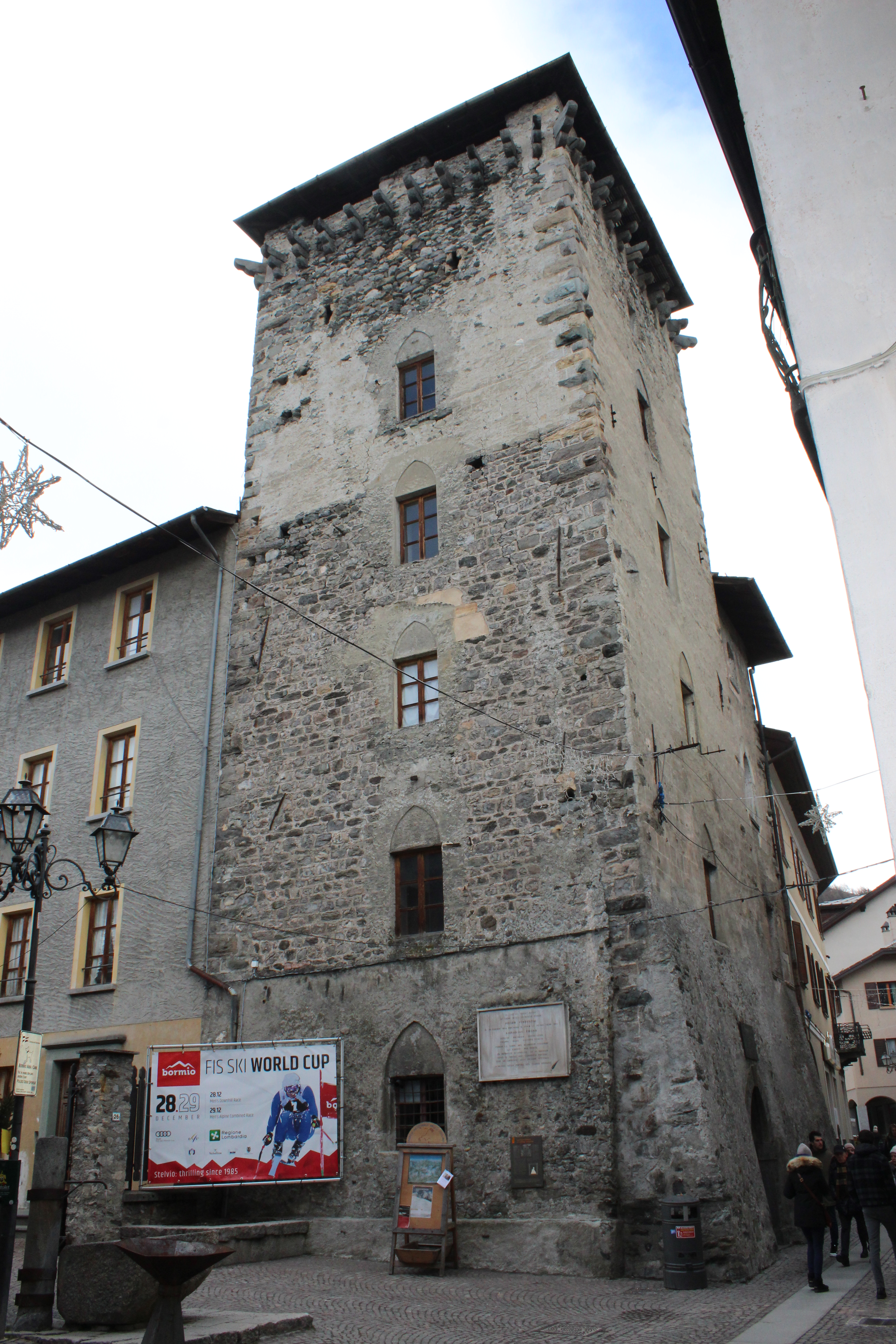
Turm der Alberti
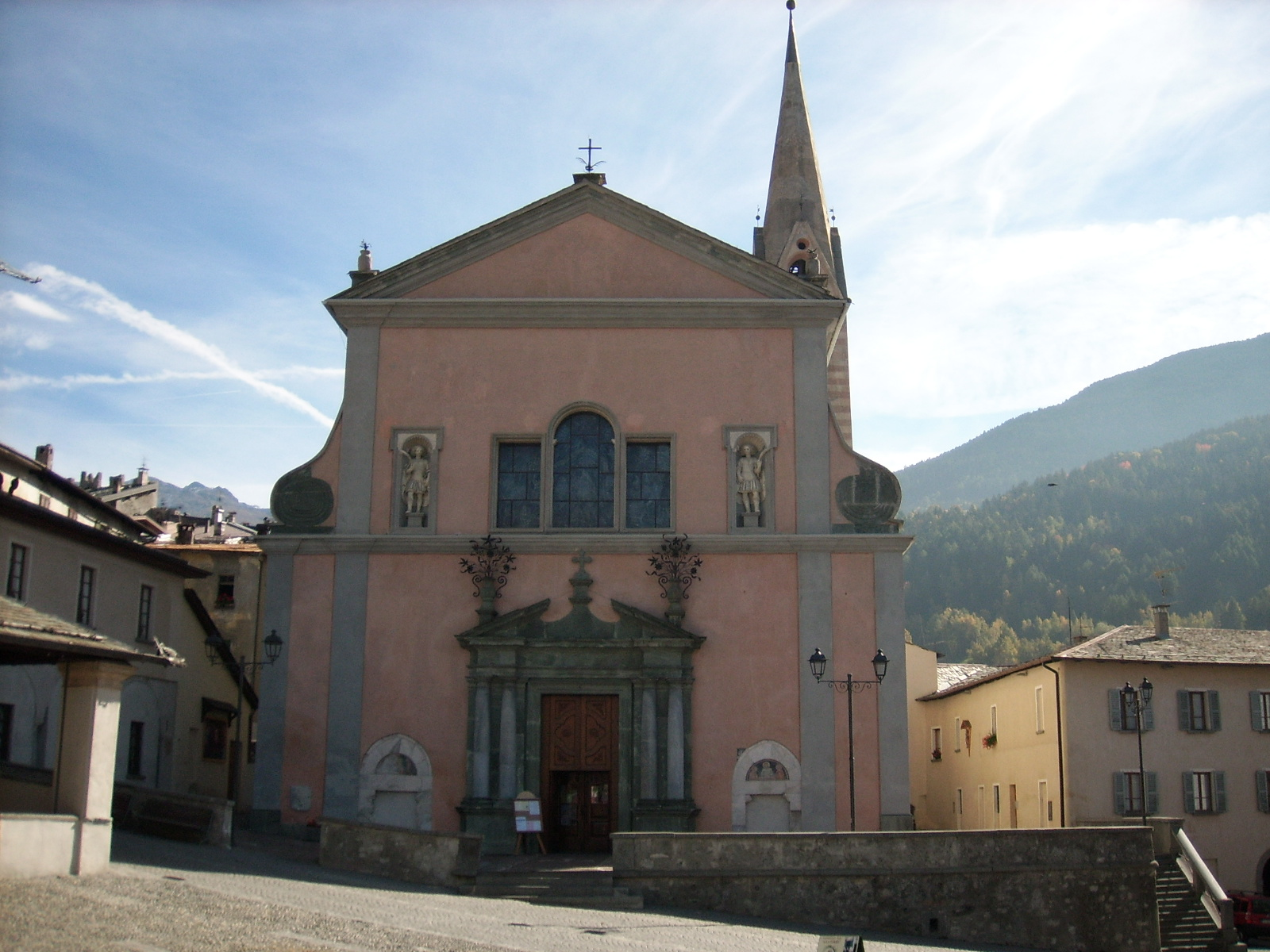
Collegiata-Kirche
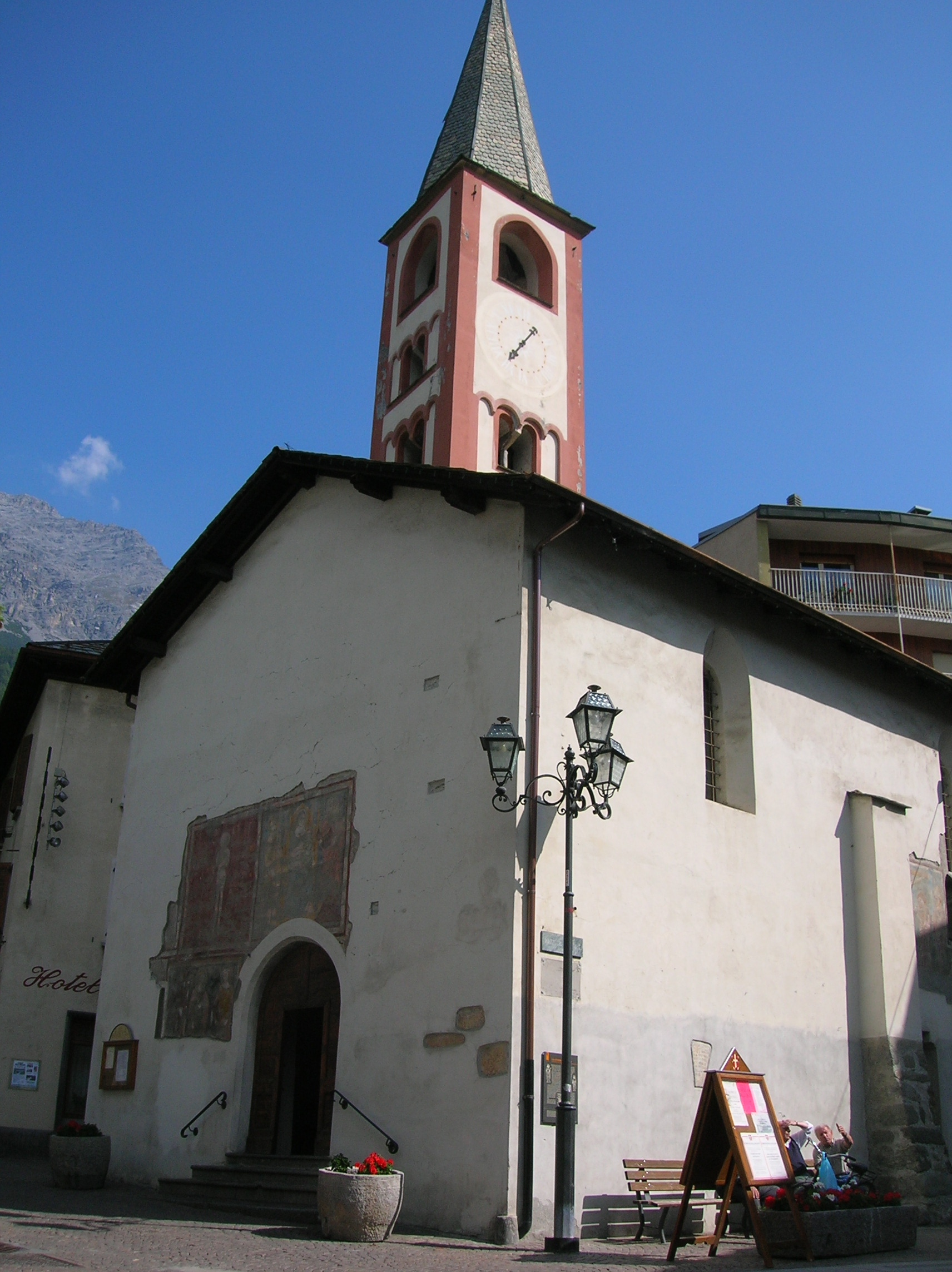
S. Vitale Kirche

## Gemeindepartnerschaften
- Bellpuig, Spanien
- Alpe d’Huez, Frankreich

## Persönlichkeiten
- Abbondio Canclino (um 1460–nach 1504), Maler[5]
- Antonio Canclino (um 1530–nach 1591), Maler[6]
- Gioachimo Alberti (1595–1673), Podestà und zur Zeit der Kämpfe im Veltlin Hauptmann über das Kriegsvolk in Bormio
- Carlo Marni (1640–nach 1671), Künstler, Maler. Er schuf Historische und religiöse Gemälde. Eine Himmelfahrt der Maria in Brusio, Poschiavo und ein Gemälde von 1671 in der Pfarrkirche von Cepina[7]
- Alois Paul Trabucco (1744–1782), Mediziner
- Giuseppe Anselmo Pellicia (1775–nach 1840), Maler
- Erminio Sertorelli (1901–1979), Skilangläufer
- Stefano Sertorelli (1911–1995), Skisportler
- Camillo Valota (1912–1998), Pfarrer und Widerstandskämpfer gegen den Faschismus
- Giacinto „Cinto“ Sertorelli (1915–1938), Skiläufer
- Cesare Bianchi (* 1948), Kunstmaler, Illustrator[8]
- Stefano Anzi (* 1949), Unternehmer und ehemaliger Skirennläufer
- Onofrio Russo (* 1953), Autorennfahrer
- Fausto Bormetti (* 1965), Skilangläufer
- Luigi Colturi (1967–2010), Skirennläufer
- Franco Colturi (* 1970), Skirennläufer
- Deborah Compagnoni (* 1970), Skirennläuferin
- Roberta Pedranzini (* 1971), Skibergsteigerin
- Nicola Franceschina (* 1977), Shorttracker
- Claudio Rinaldi (* 1987), Shorttracker
- Martina Valcepina (* 1992), Shorttrackerin